# Johnny Logan (cantante)
Johnny Logan, pseudonimo di Seán Patrick Michael Sherrard (Frankston, 13 maggio 1954), è un cantautore irlandese.

## Biografia
Soprannominato "Mister Eurovision", Logan è stato il primo artista ad aver vinto l'Eurovision Song Contest due volte: nel 1980 con What's Another Year e nel 1987 con Hold Me Now. È inoltre autore di Why Me?, altra canzone irlandese ad aver vinto l'Eurofestival nel 1992, cantata da Linda Martin. Anche la canzone di Linda Martin, Terminal 3, presentata nel 1984, e classificatasi seconda, fu scritta da Logan.
Tra gli altri suoi successi ci sono, Stay, When Your Woman Cries, Heartbroken Man, Living a Lie e Such a Lady.
Oltre che nel suo paese Johnny Logan è molto popolare in Germania, nei Paesi Bassi, in Belgio e in Danimarca.

## Vita privata
Risiede ad Ashbourne, County Meath, in Irlanda, con la moglie Ailis e i loro tre figli maschi Adam, Fionn e Jack. Ha anche una figlia, Robyn, nata dalla sua precedente relazione con la ballerina turca Burçin Orhon.